# 야기촌 (오사카부)
야기촌(일본어: 八木村)은 일본 오사카부 미나미군·센난군에 설치되었던 촌이다. 현재의 기시와다시에 해당한다.

## 역사
- 1889년 4월 1일 - 정촌제 시행에 의해 미나미군 야기촌이 성립하였다.
- 1896년 4월 1일 - 군 통합에 의해 센난군이 되었다.
- 1937년 2월 21일 - 하루키정과 합병해 새로운 하루키정이 되었다.

## 교통

### 철도
- 한와전기철도
  - 본선 (현 서일본 여객철도 한와선)

### 도로
- 구마노 가도
- 우시타키 가도